# جامعة كلية أونتاريو للفنون والتصميم
جامعة كلية أونتاريو للفنون والتصميم هي جامعة عامة في كندا، تأسست عام 1876. تقع في مدينة تورونتو.

## إحصائيات
يبلغ عدد طلاب الجامعة 6,072 طالب، منهم 100 طالب دراسات عليا.

## وصلات خارجية
- الموقع الرسمي